# غافين ماغيري
غافين ماغيري (بالإنجليزية: Gavin Maguire)‏ (24 نوفمبر 1967 في المملكة المتحدة - ) هو لاعب كرة قدم بريطاني في مركز الدفاع. شارك مع منتخب ويلز لكرة القدم. أما مع النوادي، فقد لعب مع كوينز بارك رينجرز ونادي بورتسموث ونادي ميلوول ونيوكاسل يونايتد ونادي سكاربورو ونادي نورثوود لكرة القدم.

## وصلات خارجية
- غافين ماغيري على موقع قاعدة بيانات كرة القدم.إي يو (الإنجليزية)